# Quốc kỳ Liechtenstein

Quốc kỳ Liechtenstein

Quốc kỳ Liechtenstein (tiếng Đức: Flagge Liechtensteins) gồm nửa trên màu lam và nửa dưới màu đỏ.
Lá cờ này được thông qua vào năm 1921 sau khi được chính thức ghi vào hiến pháp của quốc gia, nó đã là lá cờ của Công quốc Liechtenstein kể từ năm đó. Vương miện được thêm vào lá cờ vào năm 1937 sau khi họ phát hiện ra tại Thế vận hội mùa hè tổ chức năm trước rằng lá cờ của họ giống với lá cờ của Haiti.
Đây là lá cờ của Công quốc Liechtenstein. Bề mặt của lá cờ được chia thành hai hình chữ nhật. Phần màu xanh dương tượng trưng cho bầu trời, và phần màu đỏ là bếp lửa của mỗi gia đình vào ban đêm. Vương miện ở góc trên bên trái là biểu tượng của "sự đoàn kết của nhân dân và Công tước".

## Lịch sử

1719-1852
1852-1921
1921-1937
1937-1982